# Капаларасан
Капаларасан — бальнеологический водолечебный санаторий. Старейшее курортное учреждение в Казахстане, открыто в 1886 году.
Расположен на высоте 975 м над уровнем моря на левом берегу реки Биен, в селе Арасан Аксуского района. В 1982 году сдан в эксплуатацию 5-этажный корпус на 500 мест. В 2000 проведена реконструкция здания. Работает круглогодично. За один сезон проходят лечение 150 человек.
Средняя температура воздуха: в январе 10 °C, в июле 19,3 °C. Среднегодовое количество осадков 350 мм. Климат континентальный. Основные лечение — слабоминеральные термальные воды, хлоридно-сульфатно-натриевые, с кремниевой кислотой, слабощелочные (см. Капаларасанская минеральная вода). В санатории лечат заболевания органов пищеварения, половых органов, мочеполовой системы, хронические заболевания печени и почек, остеохондроз, радикулит, воспаление суставов (артрит, полиартрит) и др. Имеются лечебные ванны с минеральной водой, душевые кабины, массаж, грязелечение, парафипо—озокеритовое лечение, солнечные ванны и др. Физиотерапевтические кабинеты, экспресс-лаборатория, фитобар и др.